# Plasmophagus
Plasmophagus är ett släkte av svampar. Plasmophagus ingår i ordningen Chytridiales, klassen Chytridiomycetes, divisionen pisksvampar och riket svampar.
|              | Endochytriaceae |
|              | |
|              | Cladochytriaceae |
|              | |
|              | Chytridiaceae |
|              | |
|              | Synchytriaceae |
|              | |
|              | Dictyomorpha |
|              | |
| Plasmophagus | \| \| Plasmophagus oedogoniorum \| \| \| \| \| \| Plasmophagus deformans \| \| \| \| \| \| Plasmophagus coleochaetes \| \| \| \| |
|              | \| \| Plasmophagus oedogoniorum \| \| \| \| \| \| Plasmophagus deformans \| \| \| \| \| \| Plasmophagus coleochaetes \| \| \| \| |
|              | Myiophagus |
|              | |
|              | Dermomycoides |
|              | |
|              | Sagittospora |
|              | |
|              | Rhizosiphon |
|              | |
|              | Mucophilus |
|              | |
|              | Ichthyochytrium |
|              | |
|              | Septolpidium |
|              | |
|              | Rhizidiocystis |
|              | |
|              | Coralliochytrium |
|              | |
|              | Trematophlyctis |
|              | |
|              | Achlyogeton |
|              | |
|              | Achlyella |
|              | |
|              | Plasmophagus oedogoniorum |
|              | |
|              | Plasmophagus deformans |
|              | |
|              | Plasmophagus coleochaetes |
|              | |

|  | Plasmophagus oedogoniorum |
|  |                           |
|  | Plasmophagus deformans    |
|  |                           |
|  | Plasmophagus coleochaetes |
|  |                           |